# Samòsata
Samòsata (llatí: Samosata; armeni: Շամշատ, Šamšat; grec antic: Σαμόσατα) va ser una ciutat situada a la riba de l'Eufrates. Tant Claudi Ptolemeu com Estrabó la situen a Commagena, i diuen que n'era la capital. Cal no confondre Samòsata amb Arsamòsata, més a l'est (a una situació exacta desconeguda). S'ha confós sovint amb la clàssica Arsomasata, àrab Shimshat. La ciutat es troba a Turquia, província d'Adıyaman, i actualment està submergida al riu Eufrates, a causa de la construcció d'una presa el 1989, com a part del projecte d'Anatòlia Sud-oriental, motiu pel qual s'ha creat una nova ciutat, Samsat.

## Història
Samòsata era una ciutat fortificada, probablement d'origen hitita. La tradició diu que la va fundar Sames d'Armènia a la meitat del segle iii aC. A la ciutat hi havia el palau dels reis de Commagena i més tard la residencia del governador de la província romana. També hi havia un pont que travessava l'Eufrates i, per tant, era un lloc molt ben defensat. Temporalment va portar el nom d'Antioquia de Commagena (Αντιόχεια τῆς Κομμαγηνῆς) i va ser la capital del regne hel·lenístic de la Commagena des de potser l'any 160 aC fins a la conquesta romana.

### Incorporació a l'Imperi Romà
Temporalment la va ocupar Marc Antoni durant la seva campanya a Síria. Al segle i, Gai Cesenni Pet, prefecte de Síria durant el regnat de Vespasià, va descobrir que el rei Antíoc IV de Commagena preparava una aliança amb els parts als que oferia pas pel pont i la ciutat, i va ocupar preventivament Samòsata. Va deposar el rei va annexionar la ciutat a l'Imperi, l'any 73. Com a capital de província (metròpolis), des del temps d'Hadrià va ser la seu de la Legió VI Ferrata i després de la Legio XVI Flavia Firma i era l'estació final de diverses rutes militars.
Hi va néixer Llucià o Lucià (120-192) que és recordat per les seves sàtires i per obres tan imaginatives que es consideren precursores del gènere literari de la ciència-ficció.

### Cristianisme
L'any 297 van ser martiritzats a la ciutat set cristians: Abibus, Hipparchus, Jacob, Lolià, Paragnus, Philotheus i Romà. Aquí va néixer al segle iii el bisbe Pau de Samòsata, cap dels elqasites (un orde dels essenis gnòstics), que va predicar idees adopcionistes que van derivar més tard en els paulicians i bogomilites. També al costat de Samòsata (a un poble de la rodalia) va néixer sant Daniel l'Estilita. L'any 325 el bisbe local Peperi va ser present al concili de Nicea. L'any 380 el bisbe Eusebi de Samòsata, opositor ferotge dels arrians, va morir assassinat per una dona arriana. La seva festa se celebra el 22 de juny. Al segle següent era bisbe Andreu, un vigorós opositor de Ciril I d'Alexandria i del Concili d'Efes. Cabot dona la llista de 28 bisbes jacobites i d'altra banda encara avui dia és seu titular de l'església catòlica (vacant des de 1967 al morir el seu bisbe).
Al segle vi vivia a Constantinoble sant Rabules que era nadiu de la ciutat (la seva festa se celebra el 19 de febrer); en aquest segle la ciutat apareix a la Notitia Episcopatum d'Antioquia com a metròpoli autocèfala. El 625 l'emperador Heracli la va atacar i ocupar junt amb Marash.

### Imperi Romà d'Orient
L'any 395 es considera el del naixement de l'Imperi Romà d'Orient, i la ciutat queda incorporada a ell. El 639/640 el general àrab Iyad ibn Ghanm la va conquerir, i sota domini àrab el seu nom era Sumaysat. Els romans d'Orient la van atacar el 856 i cap al 749 la va defensar el cap omeia Ishak ibn Muslim al-Ukayli. El 785/786 es va fundar la nova ciutat d'al-Hadath i el govern abbàssida hi va fer transportar a grups d'habitants de Samòsata. El 858 el cap paulicià, Carbees, amb ajut de l'emir de Melitene, va derrotar els romans d'Orient davant de Samòsata. L'any 859 els romans d'Orient tornaven a atacar la ciutat. Al sínode que va restaurar a Foci com a Patriarca de Constantinoble el 879, la seu de Samòsata apareix com a reunida amb la d'Amida. Va restar en mans del califat fins que el 927 els romans d'Orient la van conquerir encara que no la van conservar però la van ocupar finalment el 959 per part de Lleó, germà de l'emperador Nicèfor II, en l'ofensiva contra els hamdànides.
Sota l'Imperi era una seu episcopal i la residència del protoespatari grec de les viles de l'Eufrates. L'any 1031 va servir de base per la conquesta d'Edessa pels romans d'Orient.
El febrer del 1098 l'emir ortúquida turc Baldukh o Bulduk va derrotar a la rodalia al llatí Balduí d'Antioquia. Per un temps va passar als ortúquides (vassalls seljúcides) però l'any 1114 va ser ocupada pel comte d'Edessa i va ser un feu per a Joscelí de Courtenay dins del comtat d'Edessa. Va tornar als ortúquides el 1149, però després d'una breu lluita amb els grecs va quedar l'any 1151 en mans de Rum. Uns anys després va passar al zengita Nur-ad-Din Mahmud i dels zengites va acabar en mans dels aiubites sota Saladí i el seu germà Al-Àdil I.

### Part de l'Imperi Otomà
En temps dels otomans va perdre la seva condició fronterera i va entrar en decadència acabant com un petit poble. Al final del segle xix V. Cuinet pensava que tenia uns 800 habitants. Els armenis van ser exterminats abans del 1920 i la ciutat poblada per kurds.